# Andreas Küttel
Andreas Küttel (* 25. April 1979 in Einsiedeln) ist ein ehemaliger Schweizer Skispringer und heutiger Sportwissenschaftler an der Syddansk Universitet in Odense. Sein grösster sportlicher Erfolg war der Gewinn des Weltmeistertitels von der Grossschanze bei den Nordischen Skiweltmeisterschaften 2009 in Liberec.

## Leben

### Sportlicher Werdegang
«Skispringer balancieren immer zwischen diesen Extremen [Euphorie und Absturz – Anm.]. In unserem Sport kann man sich nichts vormachen. Man muss jederzeit schonungslos ehrlich zu sich sein.»

Erfolge in der Jugend und Weltcup-Debüt (bis 1996)
Küttel, der für den Skiclub Einsiedeln sprang, begann im Alter von acht Jahren auf Einladung seines ersten Trainers Hermann Kälin mit dem Skispringen. Bereits in frühen Jahren ging er bei internationalen Schülerwettkämpfen an den Start. Am 26. Dezember 1992 startete er in St. Moritz das erste und einzige Mal im Europacup, dem Vorläufer des Continental Cups, verpasste allerdings deutlich die Punkteränge. Bei den Nordischen Junioren-Skiweltmeisterschaften 1993 im tschechischen Harrachov wurde er im Einzel 29. sowie mit dem Team Neunter. Nur wenige Tage später gewann der Schweizer Juniorenmeister bei den Nordischen Skispielen der OPA im März 1993 in Breitenberg die Silbermedaille hinter Michael Uhrmann im Schülerwettkampf. Am 19. Dezember 1993 wurde Küttel als Vierzehnjähriger erstmals ins Schweizer Weltcup-Team berufen, verpasste allerdings die Qualifikation für das Springen von der Gross-Titlis-Schanze in Engelberg. In der Folge ging er wieder bei unterklassigen Wettkampfserien an den Start. So debütierte er nur eine Woche später in St. Moritz im Continental Cup. Zwar konnte er nur den 72. Platz belegen, doch gewann er bereits drei Tage später in St. Aegyd seine ersten Continental-Cup-Punkte. Auch bei seiner zweiten Teilnahme an Nordischen Junioren-Skiweltmeisterschaften platzierte sich Küttel Ende Januar 1994 von der Raimund-Ertl-Schanze in Breitenwang nur auf den mittleren Rängen.
Im Sommer 1994 versuchte sich Küttel erneut auf höchstem Niveau. Beim historisch ersten Grand-Prix-Springen in Hinterzarten konnte er sich nicht qualifizieren, doch sprang er nur wenige Tage später bei seinem Debüt in Predazzo in den zweiten Durchgang. Im Winter 1994/95 blieb er jedoch dem Weltcup fern und startete vereinzelt in Wettbewerben des Alpencups. Bei den Nordischen Junioren-Skiweltmeisterschaften 1995 im schwedischen Gällivare erreichte er Rang 27 im Einzel sowie den neunten Platz beim Teamspringen. Bis zu seinem Debüt im Weltcup vergingen noch einige Monate, ehe er am 2. Dezember 1995 in Lillehammer im Weltcup in den Winter startete und dabei von der Normalschanze direkt seine ersten Weltcup-Punkte sammelte. Auch tags darauf von der Grossschanze blieb der Sechzehnjährige unbeeindruckt und sprang erneut in die Punkteränge. In den folgenden Wochen reiste er mit dem Weltcup-Zirkus mit und erzielte erste bemerkenswerte Ergebnisse wie den sechsten Platz Mitte Dezember in Planica. Darüber hinaus verfehlte er kurze Zeit später als Vierter in Chamonix nur knapp das Podest. Mit diesen Leistungen im Rücken ging Küttel als grosser Favorit bei den Nordischen Junioren-Skiweltmeisterschaften 1996 im italienischen Gallio an den Start. Nachdem er gemeinsam mit Rico Parpan, Marc Vogel und Christian Kryenbühl Sechster mit dem Team wurde, gewann Küttel im Einzel die Bronzemedaille hinter Michael Uhrmann und Primož Peterka. Rund zwei Wochen später gewann er an gleicher Stelle seinen ersten Continental-Cup-Wettbewerb. Die Weltcup-Saison schloss er nach einem Leistungsabfall zum Saisonende auf Rang 32 der Gesamtwertung ab.
Schwächere Jahre (1996–2001)
In der Weltcup-Saison 1996/97 blieb Küttel punktlos. Bei den Nordischen Junioren-Skiweltmeisterschaften 1997 in Calgary wurde er Sechster im Einzel sowie Siebter mit dem Team. Trotz weitestgehend erfolgloser Auftritte im Weltcup wurde Küttel für die Nordischen Skiweltmeisterschaften 1997 in Trondheim nominiert und bei allen drei Wettkämpfen eingesetzt. Dabei präsentierte er sich besonders von der Normalschanze überraschend stark und belegte den 21. Platz, wohingegen er von der Grossschanze sogar kürzer sprang und als Fünfzigster den zweiten Durchgang klar verpasste. Gemeinsam mit Sylvain Freiholz, Bruno Reuteler und Marco Steinauer belegte er mit dem Team den achten Rang.
Im folgenden Winter blieb Küttel hinter seinen Erwartungen zurück. So gewann er erneut keine Weltcup-Punkte, weshalb er nach mehreren erfolglosen Versuchen in den zweitklassigen Continental Cup zurückversetzt wurde. Doch auch dort konnte er bei seinen Auftritten nicht überzeugen und reihte sich letztlich auf Rang 177 der Gesamtwertung ein. Erst am 23. Januar 1999 gelang ihm im Rahmen des Weltcup-Springens im japanischen Sapporo wieder der Sprung in die Punkteränge. Auch wenn er in den folgenden Wochen meist knapp an weiteren Punktgewinnen scheiterte, stand Küttel im Schweizer Kader für die Nordischen Skiweltmeisterschaften 1999 in der Ramsau. Mit den Einzelplatzierungen 51 und 39 sowie acht mit dem Team konnte er jedoch kaum zufrieden sein. Im restlichen Saisonverlauf stellte er sich daher wieder vorrangig im Continental Cup der Konkurrenz. Auch in der Saison 1999/2000 trat Küttel zunächst im Sommer wie im Winter im Continental Cup an, wo er sich mit mehreren guten Ergebnissen wieder für das Weltcup-Team empfahl. Anfang Februar 2000 war Küttel erstmals wieder Teil des Schweizer Kaders in Willingen, wo er von der Mühlenkopfschanze an beiden Wettkampftagen jeweils drei Punkte gewinnen konnte. Bei der Skiflug-Weltmeisterschaft 2000 in Vikersund belegte er den 27. Platz. Die grösste Weite erzielte er dabei mit seinem dritten Sprung auf 152 Meter. Die Saison schloss er auf Rang 57 der Weltcup-Gesamtwertung ab.
Im Weltcup 2000/01 tat sich Küttel weiterhin schwer, konnte jedoch hin und wieder bessere Leistungen erbringen. Sein bestes Saisonresultat stellte der siebte Platz von der Bergiselschanze in Innsbruck im Rahmen der Vierschanzentournee 2000/01 dar. Bei den Nordischen Skiweltmeisterschaften 2001 in Lahti zeigte er ebenso gute Sprünge und erreichte so im Einzel den elften Platz von der Normalschanze sowie Rang 29 von der Grossschanze. Bei den beiden Teamspringen wurde er mit seinen Landsleuten jeweils Neunter.
Erste Olympiateilnahme und konstante Jahre im Weltcup (2001–2005)
In den Sommer 2001 startete Küttel mit seinem zweiten Podestplatz im Continental Cup, als er sich in Oberstdorf gemeinsam mit Simon Ammann, Sylvain Freiholz und Marco Steinauer nur den Teams aus Deutschland und Südkorea geschlagen geben musste. Nachdem er am Auftaktwochenende des Weltcups 2001/02 noch die Punkteränge verpasst hatte, erreichte er diese im restlichen Saisonverlauf regelmässig. Somit durfte er zum ersten Mal als Teilnehmer zu den Olympischen Winterspielen 2002 nach Salt Lake City reisen. Beim Saisonhighlight konnte Küttel starke Sprünge abrufen, sodass er nach dem durchwachsenen 22. Platz von der Normalschanze Sechster von der Grossschanze wurde. Gemeinsam mit Doppel-Olympiasieger Simon Ammann, Sylvain Freiholz und Marco Steinauer belegte er darüber hinaus den siebten Platz beim Teamspringen. Wenige Wochen später flog Küttel auf den 39. Platz bei der Skiflug-Weltmeisterschaft 2002 in Harrachov. In der Weltcup-Gesamtwertung belegte er mit Rang 30 sein bis dato bestes Gesamtergebnis. Trotz deutlich schwächerer Leistungen in der darauffolgenden Saison bestritt Küttel im Februar 2003 im Val di Fiemme seine vierten Nordischen Skiweltmeisterschaften. Mit zwei schwachen Einzelspringen, wo er jeweils weit abgeschlagen auf dem 47. Platz landete, sowie einem neunten Rang mit dem Team zählte die Weltmeisterschaft zu seinen schlechteren.
Einen Leistungssprung vollzog er im Grand Prix 2003, den er auf dem 16. Platz abschloss. Auch im Weltcup 2003/04 zeigte sich Küttel formverbessert und sprang am 11. Januar 2004 sogar als Dritter in Liberec erstmals aufs Podest im Weltcup. Die Saison beendete er mit Rang 23 bei der Skiflug-Weltmeisterschaft 2004 in Planica. Mit mehreren einstelligen Platzierungen im Grand Prix 2004, darunter ein dritter Platz, erreichte er mit dem siebten Platz in der Gesamtwertung erstmals eine Top-10-Gesamtplatzierung auf höchstem Niveau. Dieser Vorstoss in die Weltspitze bestätigte er mit konstanten Leistungen im Winter auch im Weltcup 2004/05. Das beste Saisonergebnis war der dritte Platz in Willingen. Bei den Nordischen Skiweltmeisterschaften 2005 in Oberstdorf reichte es hingegen nur zu mittelmässigen Leistungen (im Einzel 20. und 18.).
Weltcupsiege und WM-Titel – Die Jahre in der Weltspitze (2005–2009)
Mit seinem zweiten Continental-Cup-Sieg im heimischen Einsiedeln im Juli 2005 begann die beste Saison seiner Karriere. Einige Wochen später folgte in Bischofshofen sein erster Sieg im Grand Prix, der zusammen mit weiteren guten Ergebnissen zum vierten Rang in der Gesamtwertung führte. In den Winter startete Küttel mit dem vierten Rang in Kuusamo von Beginn an auf hohem Niveau. Eine Woche später feierte er vom Lysgårdsbakken in Lillehammer mit neuem Schanzenrekord seinen ersten Weltcup-Sieg, den er bereits am folgenden Wochenende mit einem weiteren Sieg in Harrachov bestätigen konnte. Auch bei der Vierschanzentournee 2005/06 präsentierte sich der Schweizer in Topform und erreichte mit dem vierten Platz in der Tourneewertung sein bestes Ergebnis bei der Tournee. Seine besten Resultate bei einer Skiflugweltmeisterschaft erzielte er mit dem sechsten Platz nur wenige Tage später bei der Skiflug-Weltmeisterschaft 2006 vom Kulm. Bei den Olympischen Winterspielen 2006 in Turin verfehlte er knapp die Medaillenränge. So erreichte er beim Wettbewerb von der Normalschanze in Pragelato den fünften, von der Grossschanze den sechsten Rang. Das Teamspringen beendete er zusammen mit Simon Ammann, Michael Möllinger und Guido Landert als Siebter. Im Rahmen des Nordic Tournament 2006 gewann Küttel in Kuopio seinen dritten Saisonsieg. Beim abschliessenden Skifliegen in Planica belegte er am ersten Wettkampftag den vierten Platz, was sein bestes Skiflugergebnis darstellte. Dabei stellte er seine persönliche Bestweite von 222 Metern auf. Die Weltcup-Saison schloss er auf dem dritten Rang der Gesamtwertung ab, womit er nach Stephan Zünd erst der zweite Schweizer auf dem Podest des Gesamtweltcups wurde. Im Juli 2006 wurde Küttel zum dritten Mal Schweizer Meister im Einzel.
Nachdem er mit dem 41. Platz in Kuusamo fatal in die Weltcup-Saison 2006/07 gestartet war, sprang Küttel anschliessend siebenmal in Folge unter die besten zehn. In diesen Zeitraum fiel auch sein vierter Weltcupsieg, den er im Rahmen der Vierschanzentournee 2006/07 beim Neujahrsspringen in Garmisch-Partenkirchen feierte. Bei den Nordischen Skiweltmeisterschaften 2007 in Sapporo enttäuschte Küttel mit dem 19. Platz von der Ōkurayama-Schanze, ehe er mit dem fünften Rang von der Miyanomori-Schanze deutlich bessere Sprünge zeigte. Mit dem Team wurde er Siebter. Im September 2007 gewann er in Hakuba sein zweites Grand-Prix-Springen. Am 23. Dezember 2007 gewann er das Heimspringen in Engelberg vor Gregor Schlierenzauer und Thomas Morgenstern. Es war sein fünfter und letzter Weltcup-Sieg seiner Karriere. Im weiteren Saisonverlauf erreichte er noch zwei weitere Male das Podium und belegte schliesslich als Siebter in der Gesamtwertung zum dritten Mal in Folge eine einstellige Gesamtplatzierung. Bei der Skiflug-Weltmeisterschaft 2008 in Oberstdorf flog Küttel auf den dreizehnten Platz.
In der Saison 2008/09 sprang Küttel weiterhin regelmässig unter die besten zehn. Seinen grössten Erfolg feierte er bei den Nordischen Skiweltmeisterschaften 2009 in Liberec, als er von der Grossschanze mit einem Satz auf 133,5 Meter im ersten Durchgang mit 0,4 Punkten Vorsprung auf den zweitplatzierten Deutschen Martin Schmitt in Führung lag, ehe das Springen wegen Schnee und Wind nach einem Durchgang abgebrochen werden musste und sich Küttel so als Weltmeister küren liess. Damit löste er Landsmann Simon Ammann ab, der 2007 in Sapporo den Titel gewonnen hatte. Beim Wettbewerb von der Normalschanze reichte es zum sechsten Platz. Im Gesamtweltcup wurde er Elfter.
Die letzten Saisons bis zum Karriereende (2009–2011)

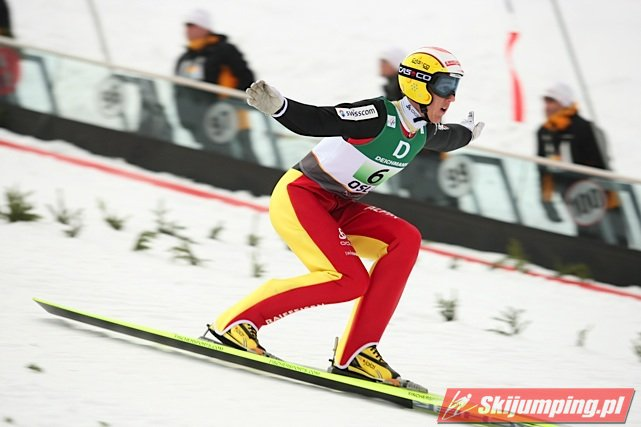
Küttel bei der Landung im Teamspringen bei der WM 2011 in Oslo

In der Weltcup-Saison 2009/10 konnte Küttel an die Leistungen der vergangenen Jahre nicht mehr anknüpfen. Selten gelang es ihm, zwei gute Sprünge in einem Wettkampf zu zeigen, sodass er häufiger auch den zweiten Durchgang verpasste. Bei den Olympischen Winterspielen 2010 in Vancouver erreichte er im Springen von der Normalschanze den 35. Platz und schied damit nach dem ersten Durchgang aus. Etwas besser verlief das Springen von der Grossschanze, das er auf dem 24. Platz beendete. Bei den Schweizer Meisterschaften im Skispringen 2010 in Einsiedeln gewann Küttel von der Normalschanze vor Simon Ammann und Marco Grigoli zum letzten Mal die Goldmedaille. Im darauffolgenden Winter verfehlte Küttel konstant die Punkteränge. Stattdessen trat er im Januar 2011 nochmals im Continental Cup an, wo er unter anderem mit zwei fünften Plätzen in Sapporo bessere Ergebnisse präsentierte. Bereits 2009 hatte Küttel öffentlich gemacht, 2011 seine Karriere beenden zu wollen. Diese Entscheidung bekräftigte er im Vorfeld der Nordischen Skiweltmeisterschaften 2011 in Oslo, als er seinen Rückzug direkt nach der WM ankündigte. Beim Einzelspringen von der Normalschanze zeigte er nochmals sein Können, erreichte zum ersten Mal in der Saison den Finaldurchgang und wurde letztlich 29. Beim Team-Wettbewerb belegte er gemeinsam mit Pascal Egloff, Simon Ammann und Marco Grigoli nur einen enttäuschenden zehnten Platz. Mit seinem letzten Wettkampfsprung seiner Karriere landete er von der Grossschanze bei 112 Metern und verpasste so als 43. den zweiten Durchgang.
In seiner Karriere wurde Küttel unter anderem von Werner Schuster und Martin Künzle trainiert, doch dürfte der Einfluss Berni Schödlers am grössten gewesen sein. Küttel nahm an insgesamt drei olympischen Winterspielen, acht Weltmeisterschaften sowie fünf Skiflug-Weltmeisterschaften teil.

### Akademischer Werdegang
Küttel hat zwischen 1999 und 2005 an der ETH Zürich Sportwissenschaften studiert und sich zum Turn- und Sportlehrer ausbilden lassen. Nach seiner Karriere verfasste er zwischen 2013 und 2017 am Institut für Sport und Biomechanik der University of Southern Denmark seine Doktorarbeit, die sich mit der Frage beschäftigte, inwiefern sich der nationale Kontext auf den Karriereübergang vom Spitzensport ins «nach-sportliche» Leben auswirkt. Dabei nahm er einen Vergleich der Sportsysteme der Schweiz, Dänemark und Polen vor. Seit Mai 2017 ist er Assistenzprofessor und publiziert regelmässig.

### Sonstiges und Privates
Küttel ist Athletenbotschafter der Entwicklungshilfeorganisation Right To Play.
Die Grossschanze der Schanzen Einsiedeln ist nach Küttel benannt. Neben dem Standesamt wählte Küttel gemeinsam mit seiner Frau Dorota Pawlowska daher die Andreas-Küttel-Schanze als offiziellen Trauungsort für seine Hochzeit im Jahr 2009. Seit dem 6. Dezember 2009 ist er Vater eines Sohnes, dessen Patenonkel Simon Ammann ist. Küttel ist seit 2011 in Dänemark wohnhaft.
Die sportlichen Laufbahnen von Simon Ammann und Andreas Küttel wurden in einem Buch mit dem Titel Die ungleichen Zwillinge von Marc Wälti Ende 2011 beschrieben.
Sein Kommentatoren-Debüt absolvierte Küttel im Dezember 2012 als Co-Kommentator bei Eurosport Denmark. Später war er beim SRF als Skisprung-Experte tätig.
Im Frühling 2017 wurde Küttel als externer Berater für die erste Mannschaft der Schweizer Skispringer eingestellt. «Zu Küttels Aufgaben gehört nicht nur die Arbeit mit den Athleten, sondern auch den Trainern.»

## Erfolge

### Weltcupsiege im Einzel
| Nr. | Datum             | Ort                    | Typ          |
| --- | ----------------- | ---------------------- | ------------ |
| 1.  | 3. Dezember 2005  | Lillehammer            | Grossschanze |
| 2.  | 9. Dezember 2005  | Harrachov              | Grossschanze |
| 3.  | 7. März 2006      | Kuopio                 | Grossschanze |
| 4.  | 1. Januar 2007    | Garmisch-Partenkirchen | Grossschanze |
| 5.  | 23. Dezember 2007 | Engelberg              | Grossschanze |

### Grand-Prix-Siege im Einzel
| Nr. | Datum             | Ort           | Typ          |
| --- | ----------------- | ------------- | ------------ |
| 1.  | 3. September 2005 | Bischofshofen | Grossschanze |
| 2.  | 8. September 2007 | Hakuba        | Grossschanze |

### Continental-Cup-Siege im Einzel
| Nr. | Datum            | Ort        | Typ           |
| --- | ---------------- | ---------- | ------------- |
| 1.  | 18. Februar 1996 | Gallio     | Normalschanze |
| 2.  | 23. Juli 2005    | Einsiedeln | Grossschanze  |

## Statistik

### Weltcup-Platzierungen
| Saison  | Platz | Punkte |
| ------- | ----- | ------ |
| 1995/96 | 32.   | 181    |
| 1998/99 | 69.   | 018    |
| 1999/00 | 57.   | 026    |
| 2000/01 | 48.   | 063    |
| 2001/02 | 30.   | 145    |
| 2002/03 | 60.   | 020    |
| 2003/04 | 23.   | 258    |
| 2004/05 | 17.   | 395    |
| 2005/06 | 03.   | 980    |
| 2006/07 | 05.   | 804    |
| 2007/08 | 07.   | 778    |
| 2008/09 | 11.   | 561    |
| 2009/10 | 33.   | 111    |

### Grand-Prix-Platzierungen
| Saison | Platz | Punkte |
| ------ | ----- | ------ |
| 1994   | 35.   | 357    |
| 1995   | 56.   | 207    |
| 1996   | 37.   | 019    |
| 2002   | 39.   | 021    |
| 2003   | 16.   | 061    |
| 2004   | 07.   | 200    |
| 2005   | 04.   | 297    |
| 2006   | 06.   | 303    |
| 2007   | 04.   | 362    |
| 2008   | 04.   | 326    |
| 2009   | 34.   | 048    |
| 2010   | 59.   | 016    |

### Schanzenrekorde
| Ort         | Land     | Weite               | aufgestellt am   | Rekord bis       |
| ----------- | -------- | ------------------- | ---------------- | ---------------- |
| Lillehammer | Norwegen | 139,0 m (HS: 138 m) | 3. Dezember 2005 | 1. Dezember 2006 |